# Orquestra Pops de Cincinnati
A Orquestra Pops de Cincinnati é uma orquestra que toca músicas populares baseada em Cincinnati, Ohio, Estados Unidos fundada em 1977. O atual diretor musical é Erich Kunzel, que está a trinta anos a frente da Pops.
O maestro Max Rudolf que, em 1965, convidou Erich Kunzel, que era um jovem maestro que estava estudando na Universidade Brown para trabalhar na Orquestra Sinfônica de Cincinnati. Então surgiu a Orquestra Pops de Cincinnati. Foi o início de uma época moderna ligada à orquestra. A Pops está há trinta anos sob uma única regência e ainda está conquistando adeptos em todo o mundo.